# Alexis Herrera
Alexis Adrián Herrera Hernández (* 21. Dezember 1989) ist ein venezolanischer Fußballschiedsrichter.

## Werdegang
Herrera ist seit August 2011 Schiedsrichter in der venezolanischen Primera División und hat in dieser bereits über 180 Partien geleitet.
Seit 2017 steht er auf der Liste der FIFA-Schiedsrichter und leitet internationale Fußballspiele.
Bei der Copa América 2019 in Brasilien leitete Herrera ein Gruppenspiel. Zwei Jahre später wurde er erneut für die Copa América 2021 in Brasilien nominiert, auch hier leitete er ein Gruppenspiel.
Herrera hat regelmäßig Einsätze in der Copa Libertadores und in der Copa Sudamericana. Zudem leitete er Spiele in der Südamerika-Qualifikation für die Weltmeisterschaft 2022 in Katar (fünf Spiele) sowie Freundschaftsspiele.
Herrera wurde für die Copa América 2024 berufen und leitete bei dieser unter anderem das Spiel um Platz 3.
Im Rahmen der Zusammenarbeit von UEFA und CONMEBOL leitete er bei der U21-Europameisterschaft 2025 mehrere Partien.